# Gardenian
Gardenian fue una banda sueca de metal de Gotemburgo, Suecia, activos desde 1996 hasta 2004.

## Historia
Gardenian fue formada en abril de 1996 por el batería Thim Blom y el vocalista/guitarrista Jim Kjell. Al poco tiempo, el guitarrista Niclas Engelin y el bajista Håkan Skoger se integraron a la banda. Grabaron una primera demo, el cual enviaron a la compañía discográfica Listenable Records con la que firmaron contrato y lanzaron su primer álbum.
En el año de 1997, Gardenian lanzó su álbum debut, Two Feet Stand. Al poco tiempo Niklas Engelin decide integrarse a In Flames como guitarrista solo en algunos directos. Sin embargo, al poco tiempo deciden romper su contrato con Listeneable, pero tiempo después, el bajista Håkan Skoger salió temporalmente para enfocarse en su otra banda, Headplate.
Después de romper contrato con Listeneable, firman con la discográfica Nuclear Blast, con la que, en 1999, Gardenian lanzó su segundo álbum de estudio, Soulburner, grabado en el Studio Fredman. En el álbum participan como invitados Eric Hawk (ex-Artch) y Sabrina Khilstrand (ex-Ice Age). Después de lanzar a la venta Soulburner ellos realizaron varias giras al lado de bandas tales como In Flames, Dark Tranquillity, Children of Bodom, Hypocrisy, The Kovenant, y Evereve.
En el año 2000, Gardenian lanzó su tercer y último álbum, Sindustries. El álbum fue grabado en  los estudios Abyss y producido por Peter Tägtgren. Al poco tiempo de lanzar Sindustries, Gardenian tuvo problemas con la disquera Nuclear Blast, lo que ocasionó que rompieran contrato. En el año 2003, Gardenian tuvo severos cambios en su conformación, ya que muchos integrantes desertaron y en el año 2004, la banda se separó.

## Discografía
Álbumes de estudio
- Two Feet Stand - (1997) Listenable Records
- Soulburner - (1999) Nuclear Blast
- Sindustries - (2000) Nuclear Blast

Otras apariciones
- Sepulchral Feast: A Tribute to Sepultura con la canción "Cut Throat" (1998)

## Integrantes
- Apollo Papathanasio – voz
- Niclas Engelin – Guitarra
- Robert Hakemo – bajo
- Thim Blom – batería

### Miembros pasados
- Håkan Skoger – bajo
- Kriss Albertsson – bajo y guitarra
- Jim Kjell – voz y guitarra